# Giuseppe Scorza Dragoni
Giuseppe Scorza Dragoni (Palermo, 2 luglio 1908 – Padova, 27 febbraio 1996) è stato un matematico italiano.

## Biografia
Fu professore di analisi matematica all'Università di Padova dal 1936 al 1962, anno in cui passò all'Università di Roma. Si trasferì poi all'Università di Bologna dove, dal 1966, insegnò algebra fino al 1974, quando ritornò alla cattedra di analisi matematica dell'Università di Padova, dove rimarrà fino al pensionamento, venendo infine nominato professore emerito.
Socio dell'Accademia Nazionale dei Lincei (dal 1967), dell'Accademia dei XL e dell'Istituto veneto di scienze, lettere ed arti, diede notevoli contributi alla teoria delle equazioni differenziali alle derivate parziali, con particolare attenzione ai suoi metodi funzionali e topologici. Condusse anche studi sui gruppi (continuando l'opera del padre, Gaetano Scorza), in geometria e topologia.

## Opere principali
- F. Severi, G. Scorza Dragoni, Lezioni di Analisi Matematica, 3 voll., Zanichelli, Bologna, 1933-35 (con successive edizioni e ristampe).
- G. Scorza Dragoni, Elementi di Analisi Matematica, 3 voll., CEDAM, Padova, 1953-56 (con successive edizioni).